# Saint-Just, Ille-et-Vilaine
Saint-Just (tiếng Breton: Sant-Yust, Gallo: Saent-Just) là một xã của tỉnh Ille-et-Vilaine, thuộc vùng Bretagne, miền tây bắc nước Pháp.

## Dân số
| 1806                                            | 1846 | 1906 | 1954 | 1962 | 1968 | 1975 | 1982 | 1990 | 1999 | 2007 |
| ----------------------------------------------- | ---- | ---- | ---- | ---- | ---- | ---- | ---- | ---- | ---- | ---- |
| 1242                                            | 1223 | 1734 | 1276 | 1069 | 1120 | 1121 | 1024 | 997  | 929  | 1009 |
| Starting in 1962: Population without duplicates |      |      |      |      |      |      |      |      |      |      |